# Sam Pollaccia
Saverio Pollaccia detto Sam (Cefalà Diana, 1887 – scomparso a New York nel 1932) è stato un mafioso italiano naturalizzato statunitense, vicecapo della Famiglia Masseria di New York.

## I primi anni
Saverio Pollaccia nasce nel 1887, a Cefalà Diana, in provincia di Palermo. Nel 1904, all'età di 17 anni, emigra a New York, dove diviene ben presto un temuto "uomo d'onore" della potentissima famiglia Morello. Pollaccia sin dall'inizio del proibizionismo era in affari assieme a due altri importanti mafiosi come il suo diretto superiore Joe Masseria e con Frankie Yale nel territorio di Coney Island.

## Contatti con Chicago
Nel 1924 il capo della Mafia di Chicago, Mike Merlo, muore di cause naturali e Pollaccia assieme a Yale vanno al suo funerale come rappresentanti di New York. Due giorni dopo Dean O'Banion il capo della malavita irlandese in lotta con le locali famiglie mafiose viene assassinato all'interno del suo negozio di fiori. La polizia sospetta dei due mafiosi di Brooklyn, arrivati in città con la scusa del funerale di Merlo. Ma non essendoci prove le autorità sono costrette a rilasciare sia Pollaccia che Yale che tornano a New York.
Due anni dopo nel 1926, la polizia di Chicago si ritrova ad avere a che fare ancora una volta con Pollaccia anche se indirettamente. Era successo che Orazio Tropea, luogotenente dei Fratelli Genna, era stato ucciso perché stava diventando troppo potente all'interno della cosca guidata dai 6 fratelli Marsalesi. La polizia trovò nelle tasche di Tropea un'agendina, con i nomi e gli indirizzi di numerosi mafiosi di diverse città tra cui quello di Pollaccia. Altri nomi erano: Vincenzo Piro di Los Angeles, Sam Lovullo di Buffalo, e Sam Pisciotta di Detroit.

## Gli ultimi anni
Alla fine degli anni venti, Pollaccia era diventato uno dei "capidecina" più vicini a Joe Masseria. Tuttavia nel 1931, quando Masseria verrà assassinato al ristorante "Scarpatos" di Coney Island, Pollaccia fu sospettato dalla polizia di essere uno degli esecutori, ma lui negò addirittura di conoscere il suo vecchio boss.
Pollaccia infatti pur non partecipando materialmente all'omicidio, si era accordato con Lucky Luciano e gli altri boss per prendere il comando della cosca. Nei primi mesi del 1932, Lucky Luciano temendo la rivalità con Pollaccia per il controllo della "famiglia", diede ordine ai suoi uomini di sbarazzarsi di Pollaccia, che scomparve misteriosamente lasciando la moglie e 3 figli.

## Mafiosi associati
Pollaccia aveva rapporti di affari, alleanza e collaborazione con i seguenti mafiosi:
- New York
  - Joe Masseria
  - Giuseppe Morello
  - Ignazio Lupo
  - Lucky Luciano
  - Umberto Valenti
  - Salvatore Mauro
  - Frankie Yale
- Buffalo
  - Sam Lovullo
- Chicago
  - Mike Merlo
  - Angelo Genna
  - Tony Genna
  - Orazio Tropea
- Detroit
  - Sam Pisciotta
- Los Angeles
  - Vincenzo Piro